# Faithless
Faithless es un grupo musical británico formado en 1995 y cuya música es descrita como una mezcla entre hip hop y dance. Aunque sus éxitos han sido en su mayoría de estilo dance: "Insomnia", "God is a DJ", "We Come 1", la banda trató de producir álbumes que tuvieran algo de los dos estilos.

## Historia
La banda se formó a principios de 1995, y su sencillo debut "Salva Mea" fue lanzado en julio de ese año. Los miembros principales de Faithless son Maxi Jazz, Sister Bliss y Rollo. Maxi Jazz es el vocalista, rapeando y elevando la música ambiental y eufórica a un nivel espiritual y sociopolítico en muchas de sus letras, mientras Sister Bliss es una de las mejores DJ femeninas en el mundo, sin mencionar su talento con el piano, violín, saxo y bajo, construye la mayor parte de la música mientras Rollo encabeza y produce el estilo único de la banda. En algunas de sus canciones, Pauline Taylor es encargada de la voz femenina.
Además de estos tres miembros, Faithless ha empleado un artista invitado en cada uno de sus discos. Jamie Catto era un miembro de la banda, pero se fue después del segundo álbum, Sunday 8PM. En su tercer álbum, Outrospective, colaboró Zoë Johnston mientras en su cuarto álbum, No Roots, LSK fue el miembro número 4. La banda cuenta constantemente con artistas colaborando en sus canciones, pero hay una artista que ha conseguido volverse una asidua colaboradora, la cantante pop Dido, quien es la hermana de Rollo. Ella ha colaborado en una canción en cada álbum: "Flowerstand Man" (Reverence), "Hem Of His Garment" (Sunday 8PM), "One Step Too Far" (Outrospective), "No Roots" (No Roots),"Last This Day" (To All New Arrivals), "Feelin Good" y "North Star" (The Dance)
Sus álbumes son "Reverence" (que alcanzó el número 26), "Sunday 8PM" (alcanzando el número 10), "Outrospective" (en el número 4), "No Roots" (que debutó en el número 1),"To All New Arrivals" (en el número 30) y "The Dance" (en el número 2) fueron lanzados entre 1996 y 2010, con un álbum recopilatorio de grandes éxitos en el 2005. A la luz de sus raíces dance, cada uno de sus álbumes de estudio se ha seguido con un disco extra posterior de remixes. El álbum número seis "The Dance" fue lanzado el 16 de mayo de 2010, después de una pausa de grabación de cuatro años para la banda.

## Música
Faithless ha lanzado cinco álbumes y cada uno ha tenido una mejor posición en los rankings respecto al otro, estos se llaman Reverence (# 26), Sunday 8PM (l# 10), Outrospective (# 4) and No Roots (# 1) entre 1996 y 2004, y una compilación de grandes éxitos en 2005. Su quinto álbum, To All New Arrivals, fue lanzado en 2006.
En vista de sus raíces dance, cada uno de sus primeros 4 discos ha sido seguido con un subsecuente disco extra de remixes. Su sexto álbum de estudio está en proceso de producción y aún no se han definido la fecha de su lanzamiento.
Además de sus discos de estudio, los tres miembros activos de la banda han trabajado de manera independiente en otros proyectos.
Sister Bliss, es una prominente DJ de música dance y tiene largo tiempo viajando con su propio circuito, remezclando otros discos y apareciendo en videos musicales, como "Weekend" de Paul Oakenfold.
Maxi Jazz grabó un álbum antes de la formación de Faithless y también trabajó en Radio Pirata. El también colaboró con el miembro fundador de Faithless Jamie Catto en su nuevo proyecto 1 Giant Leap participando en una canción con Robbie Williams. Finalmente Rollo fundó la disquera Cheeky Records y ha producido la música de otros artistas, más notablemente los tres discos de su hermana Dido, Rollo ha creado música dance bajo los nombres de Rollo Goes... (Camping, Mystic and Spiritual), Félix, Our Tribe (con Rob Dougan), y Dusted.
Además de estos trabajos, la banda colectivamente ha realizado mezclas de otros músicos, otros han sido mezclados por el grupo y sleccionados por ellos. Esto incluye Back To Mine, The Bedroom Sessions y más recientemente Renaissance 3D proyecto musical, en conjunto con el club nocturno Renaissance.
El 29 de septiembre de 2006, el primer sencillo Bombs de su cuarto disco de estudio To All New Arrivals hizo su debut en el show BBC Radio 1's Pete Tong. el álbum fue lanzado el 27 de noviembre de 2006. "Bombs" generó moderada controversia con su video musical, y fue quitado del aire por MTV. El video musical presentaba e intercambiaba pequeñas escenas de guerra en nuestra vida diaria, simbolizando la presencia de la guerra alrededor de nosotros. Como dijo el director del video musical Howard Greenhalgh, "La guerra infecta todas nuestras vidas, recientemente siento que esto ha afectado 'nuestra forma de vida'"
El 7 de agosto de 2009, un remix de la canción "Sun to me" de su último álbum de estudio "The Dance" hizo su debut en el show de BBC Radio 1's Pete Tong, Sister Bliss comentó que esto es algo que los conectará nuevamente con las pistas de baile alrededor del mundo.

### Otros trabajos
Otros trabajos además de sus propios álbumes de estudio, los tres miembros participan activamente en el trabajo de otras personas como figuras en solitario. Sister Bliss es un DJ de dance y ha destacado durante mucho tiempo recorriendo el mundo por su cuenta, remezclado discos de los demás e incluso apareció en videos musicales, tales como Paul Oakenfold "Weekend". Maxi Jazz sacó un álbum antes de la formación de Faithless y también trabajó en la radio pirata. También colaboró con el miembro fundador de Faithless Jamie Catto en su nuevo proyecto "1 Giant Leap" como invitado en la canción Mi cultura con el músico británico Robbie Williams. Por último, Rollo fundó el sello Cheeky y ha producido la música de otros artistas, sobre todo los álbumes de su hermana de Dido, así como el uso de apodos diferentes para crear música de baile popular bajo los nombres Rollo Goes... (Camping, Mystic y Spiritual), Félix, Our tribe (con Rob Dougan), y Dusted.

## Álbum final y retiro
El último álbum y la jubilación El 7 de agosto de 2009, una mezcla de dub de la pista "Sun to Me" de su más reciente álbum de estudio, "The Dance", hizo su debut en la BBC Radio 1 Pete muestran Tong. "Sun to Me" ha sido dada como una descarga gratuita a todos los usuarios que se han registrado en el nuevo sitio de Faithless, o se ha suscrito a su boletín informativo. La pista ha sido liberado en la página Myspace de la banda también. El 12 de febrero de 2010, el primer sencillo oficial del próximo álbum de Faithless se jugó en el show de Pete Tong. El sencillo, "Not Going Home", fue lanzado el 4 de mayo de 2010, mientras que el último álbum de "The Dance", se emitió el 16 de mayo de 2010. El álbum está disponible sólo en Tesco (3 meses de contrato en exclusiva) y a través de iTunes en el Reino Unido. Desde 2009, su tema "Drifting Away" ha sido la melodía de RHS sitio web de la televisión de la BBC de Chelsea Flower Show
En 2010, regresaron al Festival de Glastonbury, después de ocho años, tocando en el Pyramid Stage. Llevaron a cabo muchas de sus canciones más populares, incluyendo "Insomnia", "God is a DJ", y "We Come 1".
El 16 de marzo de 2011, Maxi Jazz anunció en su sitio web que Faithless dejaría de ser, al comentar "Pero, al igual que al escribir una canción, que siempre sabe cuándo está terminado... esto es y fue el agradecimiento y la gira Adiós".
Tocaron dos noches en el Brixton Academy el 7 y 8 de abril de 2011. Esta última fecha será el último concierto de Faithless y nunca se transmitió en vivo vía satélite a los cines de toda Europa. Sin embargo, el sistema de sonido de Faithless (una versión simplificada de Faithless que consta de Maxi Jazz, Sister Bliss y Kheterpal Sudha) dio muestra final el 22 de julio de 2011 en el festival de Tomorrowland en Bélgica, en el Festival de Música de Waterford en Irlanda el 30 de julio y en Split en la discoteca Riva el 12 de agosto.

## Discografía

### Álbumes de estudio
- Reverence (abril de 1996) #63 Reino Unido
  - Reverence / Irreverence (noviembre de 1996) #26 Reino Unido
- Sunday 8PM (18 de septiembre de 1998) #10 Reino Unido
  - Sunday 8PM / Saturday 3AM (25 de octubre de 1999)
- Outrospective (18 de junio de 2001) #1 Bélgica; #2 Países Bajos y Noruega; #4 Reino Unido y Suiza; # 10 Finlandia; #11 Dinamarca y Australia; #17 Austria; #19 Suecia; #26 Nueva Zelandia; #100 Francia
  - Outrospective / Reperspective (26 de agosto de 2002) #64 Reino Unido
- No Roots (7 de junio de 2004) #1 Reino Unido
  - Everything Will Be Alright Tomorrow (31 de agosto de 2004)
- To All New Arrivals (27 de noviembre de 2006) #30 Reino Unido
- The Dance (16 de mayo de 2010)
- All blessed (23 de octubre de 2020)

### Compilaciones
- Back to Mine (16 de octubre de 2000) (Varios artistas, seleccionado y mezclado por Faithless).
- The Bedroom Sessions (agosto de 2001) (Varios artistas, seleccionado por Faithless, (agosto de 2001).
- Forever Faithless - The Greatest Hits (16 de mayo de 2005) #1 Reino Unido
- Renaissance 3D (10 de julio de 2006)
- Insomnia - The Best of (8 de mayo de 2009)

### DVD
- Live at The Melkweg Amsterdam (2001)
- Forever Faithless - The Greatest Hits (16 de mayo de 2005)
- Live at Alexandra Palace (octubre de 2005)
- Faithless - Live In Moscow (Filmado en 2007, Lanzado en DVD, 17 de noviembre de 2008)

## Sencillos
Del álbum "Reverence" (1996):
- "Salva Mea (Save Me)" - 1995 #30 Reino Unido, #1 US Dance/Club Play, #16 NL
- "Insomnia" - 1995 #27 UK, #1 US Dance/Club Play, #62 US Hot 100
- "Don't Leave" - 1996 #34 Reino Unido
- "Insomnia" - 1996 relanzamiento #3 Reino Unido, #13 Holanda
- "Salva Mea" - 1996 relanzamiento #9 Reino Unido, #36 Holanda
- "Reverence" - 1997 #10 Reino Unido
- "Don't Leave" - 1997 relanzamiento #21 Reino Unido
- "Insomnia" - 2005 re-ingreso #48 Reino Unido
- "Drifting Away" - 2009 #98 Reino Unido

Del álbum "Sunday 8PM" (1998):
- "God is a DJ" - 1998 #6 Reino Unido y Finladia, #1 US Dance/Club Play, #1 Holanda, #2 Suiza, #4 Bélgica y Noruega.
- "Take The Long Way Home" - 1998 #15 Reino Unido, #5 US Dance/Club Play
- "Bring My Family Back" - 1999 #14 Reino Unido, #17 US Dance/Club Play
- "God Is A DJ" - 2005 re-ingreso #66 Reino Unido
- "Why Go (featuring Boy George)" - Cancelado en Reino Unido pero lanzado en otros países.

Del álbum "Outrospective" (2001):
- "We Come 1" - 2001 #3 Reino Unido, #3 US Dance/Club Play, #3 Holanda
- "Muhammad Ali" - 2001 #29 Reino Unido, #4 US Dance/Club Play
- "Tarantula" - 2001 #18 Finlandia; #29 Reino Unido; #49 Bélgica; #53 Holanda; #89 Suiza
- "One Step Too Far" (featuring Dido) - 2002 #6 Reino Unido, #4 US Dance/Club Play, #47 Holanda

Del álbum "No Roots" (2004):
- "Mass Destruction" - 2004 #7 Reino Unido, #15 Holanda
- "I Want More" - 2004 #22 Reino Unido, #6 Holanda
- "Miss You Less, See You More" - 2004 #38 Reino Unido, #29 Holanda

Del álbum "Forever Faithless - The Greatest Hits" (2005):
- "Salva Mea 2005" - 2005 #101 Reino Unido
- "Why Go? 2005" (featuring Estelle - 2005 remix) - 2005 #49 Reino Unido.
- "Insomnia 2005" - 2005 #17 Reino Unido
- "Reasons (Saturday Night)" (2005) - #225 Reino Unido

Del álbum "To All New Arrivals" (2006):
- "Bombs" (feat. Harry Collier) - 20 de noviembre de 2006 (Download 23 October 2006) #26 Reino Unido.
- "Music Matters" (feat. Cass Fox) - 12 de marzo de 2007 #38 Reino Unido.
- "A Kind Of Peace" (feat. Cat Power)

Del álbum "The Dance" (2010):
- "Not Going Home"
- "Sun To me"
- "Tweak Your Nipple"
- "Feel Me" (feat. Blancmange)
- "Feelin Good" (feat. Dido)

Sencillos no provenientes de ningún álbum:
- "Dub Be Good To Me" (featuring Dido) - (2002) vinilo promocional